# Championnat de Belgique de football 2016-2017
Navigation
2015-2016 2017-2018
La saison 2016-2017 de la Jupiler Pro League est la 114e saison de la première division belge.
Le premier niveau du championnat oppose les seize meilleurs clubs de Belgique en une série de trente rencontres jouées durant le championnat, puis de dix matchs durant des play-offs. 
Au terme de la « phase classique » du championnat, les seize équipes sont réparties en deux niveaux de play-offs en fonction de leur classement. Les six premiers sont regroupés dans les « Play-offs 1 » et voient leurs points divisés par deux. Ils se rencontrent à nouveau deux fois (à domicile et en déplacement), le premier au terme de ce mini-championnat remportant le titre de champion de Belgique. Les équipes classées de la septième à la quinzième place rejoignent les équipes classées de la deuxième à la quatrième place de Division 1B, ainsi divisées en deux groupes de six dans les « Play-offs 2 », et leurs points sont ramenés à zéro. Les équipes s'affrontent deux fois chacune (une fois à domicile et une fois à l'extérieur), les deux vainqueurs de chaque groupe disputant ensuite la finale des « Play-offs 2 » sur un seul match pour le dernier ticket européen. Les clubs de Division 1B ne peuvent par contre pas prétendre à ce ticket européen.

## Clubs participants
| Club              | Dernière montée | Budget en M€ | Classement 2015-2016 | Entraîneur          | Depuis | Stade                      | Capacité théorique | Nombre de saisons en Division 1 |
| ----------------- | --------------- | ------------ | -------------------- | ------------------- | ------ | -------------------------- | ------------------ | ------------------------------- |
| Club Bruges KV    | 1959            | 38           | 1er                  | Michel Preud'homme  | 2013   | Stade Jan Breydel          | 29 062             | 94                              |
| RSC Anderlecht    | 1935            | 40           | 2e                   | René Weiler         | 2016   | Constant Vanden Stock      | 21 500             | 86                              |
| La Gantoise       | 1989            | 30           | 3e                   | Hein Vanhaezebrouck | 2014   | Ghelamco Arena             | 20 000             | 76                              |
| KRC Genk          | 1996            | 25           | 4e                   | Albert Stuivenberg  | 2016   | Luminus Arena              | 23 718             | 31                              |
| KV Ostende        | 2013            | 15           | 5e                   | Yves Vanderhaeghe   | 2015   | Versluys Arena             | 8 400              | 7                               |
| SV Zulte Waregem  | 2005            | 13           | 6e                   | Francky Dury        | 2011   | Stade Arc-en-ciel          | 12 250             | 11                              |
| KV Courtrai       | 2008            | 12           | 7e                   | Karim Belhocine     | 2015   | Stade des Éperons d'or     | 9 399              | 29                              |
| Charleroi SC      | 2012            | 9,5          | 8e                   | Felice Mazzu        | 2013   | Stade du Pays de Charleroi | 15 000             | 51                              |
| Standard de Liège | 1921            | 29           | 9e                   | Aleksandar Janković | 2016   | Stade Maurice Dufrasne     | 30 023             | 98                              |
| KSC Lokeren       | 1996            | 9,5          | 10e                  | Rúnar Kristinsson   | 2016   | Stade Daknam               | 12 136             | 39                              |
| KV Malines        | 2007            | 9,5          | 11e                  | Yannick Ferrera     | 2016   | Stade AFAS                 | 16 700             | 66                              |
| RE Mouscron       | 2014            | 6            | 12e                  | Mircea Rednic       | 2016   | Le Canonnier               | 10 517             | 3                               |
| Waasland-Beveren  | 2012            | 8,5          | 13e                  | Čedomir Janevski    | 2016   | Freethiel                  | 8 190              | 4                               |
| Saint-Trond VV    | 2015            | 7,5          | 14e                  | Ivan Leko           | 2016   | Stayen                     | 14 600             | 39                              |
| KVC Westerlo      | 2014            | 5,5          | 15e                  | Jacky Mathijssen    | 2016   | Het Kuipje                 | 8 035              | 18                              |
| KAS Eupen         | 2016            | 9            | 2e (Division 2)      | Jordi Condom        | 2015   | Stade du Kehrweg           | 8 363              | 1                               |

Légende
- Ligue des champions 2016-2017, phase de groupes
- Ligue des champions 2016-2017, troisième tour de qualification pour non-champions
- Ligue Europa 2016-2017, phase de groupes
- Ligue Europa 2016-2017, troisième tour de qualification
- Ligue Europa 2016-2017, deuxième tour de qualification
- Promu de Division 1B

### Changements d'entraîneur
| Club             | Entraîneur partant  | Motif du départ                               | Date de départ           | Position                                 | Entraîneur arrivant        | Date d'arrivée    |
| ---------------- | ------------------- | --------------------------------------------- | ------------------------ | ---------------------------------------- | -------------------------- | ----------------- |
| Saint-Trond VV   | Chris O'Loughlin    | Renvoi                                        | Fin de la saison 2015–16 | Pré-saison                               | Ivan Leko                  | 14 avril 2016     |
| RSC Anderlecht   | Besnik Hasi         | Consentement mutuel                           | Fin de la saison 2015–16 | Pré-saison                               | René Weiler                | 21 juin 2016      |
| KV Courtrai      | Patrick De Wilde    | Consentement mutuel                           | Fin de la saison 2015–16 | Pré-saison                               | Karim Belhocine            | 1 juillet 2016    |
| KV Courtrai      | Karim Belhocine     | N'a pas la licence de la Pro League           | 29 août 2016             | 8ème                                     | Bart Van Lancker           | 29 août 2016      |
| Standard Liège   | Yannick Ferrera     | Renvoi                                        | 6 septembre 2016         | 10ème                                    | Aleksandar Janković        | 6 septembre 2016  |
| KV Mechelen      | Aleksandar Janković | Signé par le Standard Liège                   | 6 septembre 2016         | 7ème                                     | Yannick Ferrera            | 12 septembre 2016 |
| KVC Westerlo     | Bob Peeters         | Renvoi                                        | 13 septembre 2016        | 16ème                                    | Jacky Mathijssen           | 14 septembre 2016 |
| KSC Lokeren      | Georges Leekens     | Renvoi                                        | 26 octobre 2016          | 12ème                                    | Rúnar Kristinsson          | 28 octobre 2016   |
| Waasland-Beveren | Stijn Vreven        | Renvoi                                        | 28 octobre 2016          | 14ème                                    | Čedomir Janevski           | 7 novembre 2016   |
| RE Mouscron      | Glen De Boeck       | Renvoi                                        | 5 décembre 2016          | 15ème                                    | Mircea Rednic              | 6 décembre 2016   |
| KRC Genk         | Peter Maes          | Renvoi                                        | 26 décembre 2016         | 9ème                                     | Albert Stuivenberg         | 27 décembre 2016  |
| KV Courtrai      | Bart Van Lancker    | Belhocine obtient la licence de la Pro League | 8 mars 2017              | 10ème                                    | Karim Belhocine            | 8 mars 2017       |
| Standard Liège   | Aleksandar Janković | Renvoi                                        | 17 avril 2017            | Saison régulière: 9ème Play Offs 2: 5ème | José Jeunechamps (intérim) | 17 avril 2017     |

### Villes et stades
| Club Bruges KV                      | RSC Anderlecht                                | KAA La Gantoise                         | KRC Genk                                     |
| ----------------------------------- | --------------------------------------------- | --------------------------------------- | -------------------------------------------- |
| Stade Jan-Breydel Capacité : 29 945 | Stade Constant Vanden Stock Capacité : 21 500 | Ghelamco Arena Capacité : 20 000        | Luminus Arena Capacité : 23 718              |
|                                     |                                               |                                         |                                              |
| KV Ostende                          | SV Zulte Waregem                              | KV Courtrai                             | RSC Charleroi                                |
| Versluys Arena Capacité : 8 400     | Stade Arc-en-ciel Capacité : 12 250           | Stade des Éperons d'or Capacité : 9 399 | Stade du Pays de Charleroi Capacité : 17 824 |
|                                     |                                               |                                         |                                              |
| Standard de Liège                   | KSC Lokeren                                   | KV Malines                              | RE Mouscron                                  |
| Stade de Sclessin Capacité : 30 023 | Stade Daknam Capacité : 12 000                | Stade AFAS Capacité : 16 700            | Le Canonnier Capacité : 10 571               |
|                                     |                                               |                                         |                                              |
| Waasland-Beveren                    | Saint-Trond VV                                | KVC Westerlo                            | KAS Eupen                                    |
| Freethiel Capacité : 8 190          | Stayen Capacité : 14 600                      | Het Kuipje Capacité : 8 035             | Stade du Kehrweg Capacité : 8 363            |
|                                     |                                               |                                         |                                              |

### Localisation des clubs
| Anderlecht Genk FC Bruges La Gantoise Lokeren Standard Malines Mouscron Courtrai Z-Waregem Ostende Charleroi Waasland-Bev. Westerlo St-Truiden Eupen |

## Phase classique du championnat

### Classement
Le classement est calculé avec le barème de points suivant : une victoire vaut trois points, le match nul un, la défaite ne rapporte aucun point. À la fin de cette phase classique, le leader est assuré d’être en Europe avec le 4e meilleur ticket possible sur 5.
 
Critères de départage en cas d'égalité de points :
1. Plus grand nombre de victoires
2. Plus grande « différence de buts générale »
3. Plus grand nombre de buts marqués
4. Plus grand nombre de buts marqués en déplacement

| Rang | Équipe               | Pts | J  | G  | N  | P  | Bp | Bc | Diff |
| ---- | -------------------- | --- | -- | -- | -- | -- | -- | -- | ---- |
| 1    | RSC Anderlecht       | 61  | 30 | 18 | 7  | 5  | 67 | 30 | +37  |
| 2    | Club Bruges T S      | 59  | 30 | 18 | 5  | 7  | 56 | 24 | +32  |
| 3    | Zulte Waregem C      | 54  | 30 | 15 | 9  | 6  | 49 | 38 | +11  |
| 4    | La Gantoise          | 50  | 30 | 14 | 8  | 8  | 45 | 29 | +16  |
| 5    | KV Ostende           | 50  | 30 | 14 | 8  | 8  | 52 | 37 | +15  |
| 6    | Charleroi SC         | 49  | 30 | 13 | 10 | 7  | 33 | 26 | +7   |
| 7    | FC Malines           | 48  | 30 | 14 | 6  | 10 | 41 | 36 | +5   |
| 8    | Racing Genk          | 48  | 30 | 14 | 6  | 10 | 40 | 35 | +5   |
| 9    | Standard de Liège    | 39  | 30 | 9  | 12 | 9  | 44 | 37 | +7   |
| 10   | KV Courtrai          | 31  | 30 | 8  | 7  | 15 | 38 | 55 | -17  |
| 11   | SC Lokeren           | 31  | 30 | 7  | 10 | 13 | 24 | 34 | -10  |
| 12   | Saint-Trond VV       | 30  | 30 | 8  | 6  | 16 | 35 | 48 | -13  |
| 13   | KAS Eupen P          | 30  | 30 | 8  | 6  | 16 | 40 | 64 | -24  |
| 14   | Waasland-Beveren     | 30  | 30 | 7  | 9  | 14 | 28 | 43 | -15  |
| 15   | Royal Excel Mouscron | 24  | 30 | 7  | 3  | 20 | 29 | 53 | -24  |
| 16   | Westerlo             | 23  | 30 | 5  | 8  | 17 | 33 | 65 | -32  |

Légende
- Qualifiés pour les play-offs 1
- Qualifiés pour les play-offs 2
- Relégué en D1 B

Abréviations
T : Tenant du titre

C : Vainqueur de la Coupe de Belgique 2016-2017

S : Vainqueur de la Supercoupe de Belgique 2016

P : Promus de D1 B depuis la saison précédente

### Résultat des rencontres
| Résultats (▼dom., ►ext.)                                   | CLU | AND | AAG | RCG | KVO | ZWA | KVK | CHA | STA     | LOK | KVM | REM | WBE | STR | WES | EUP |
| FC Bruges                                                  |     | 2-1 | 1-0 | 1-1 | 2-0 | 5-0 | 5-1 | 1-0 | 2-2     | 1-0 | 6-1 | 2-1 | 2-1 | 2-2 | 4-0 | 3-2 |
| RSC Anderlecht                                             | 0-0 |     | 2-2 | 2-0 | 1-1 | 4-2 | 5-1 | 3-2 | 0-0     | 1-0 | 2-0 | 7-0 | 3-0 | 3-1 | 1-2 | 4-0 |
| La Gantoise                                                | 2-0 | 2-3 |     | 1-0 | 1-1 | 3-0 | 3-0 | 1-0 | 1-0     | 3-0 | 3-0 | 3-1 | 2-0 | 2-1 | 4-2 | 0-1 |
| Racing Genk                                                | 2-1 | 0-2 | 2-0 |     | 2-1 | 1-0 | 3-0 | 1-1 | 2-2     | 1-2 | 2-1 | 1-0 | 2-2 | 1-0 | 2-1 | 2-0 |
| KV Ostende                                                 | 1-0 | 1-4 | 1-0 | 6-0 |     | 1-1 | 2-2 | 1-2 | 3-1     | 0-0 | 2-0 | 2-1 | 2-1 | 2-2 | 5-0 | 1-3 |
| Zulte-Waregem                                              | 0-0 | 3-2 | 1-1 | 1-0 | 1-1 |     | 2-1 | 1-1 | 1-0     | 2-0 | 0-0 | 1-0 | 1-1 | 4-1 | 2-2 | 3-0 |
| KV Courtrai                                                | 2-1 | 1-3 | 1-1 | 4-1 | 0-2 | 2-3 |     | 2-1 | 3-3     | 2-1 | 0-2 | 0-2 | 1-2 | 0-1 | 4-1 | 1-1 |
| Charleroi SC                                               | 1-0 | 0-2 | 1-1 | 2-1 | 2-1 | 2-1 | 1-1 |     | [ N 1 ] | 2-1 | 0-0 | 2-0 | 1-0 | 1-0 | 2-1 | 3-2 |
| Standard de Liège                                          | 0-3 | 0-1 | 1-1 | 2-0 | 2-2 | 4-1 | 0-3 | 0-0 |         | 1-1 | 2-2 | 2-1 | 5-0 | 2-0 | 3-1 | 3-0 |
| SC Lokeren                                                 | 1-0 | 0-0 | 0-0 | 0-3 | 1-2 | 1-1 | 2-1 | 0-0 | 0-1     |     | 0-0 | 2-1 | 0-0 | 1-0 | 3-0 | 1-2 |
| KV Malines                                                 | 0-2 | 3-2 | 2-0 | 1-0 | 2-3 | 2-3 | 0-0 | 1-0 | 2-1     | 3-0 |     | 2-0 | 2-0 | 2-0 | 1-2 | 1-0 |
| Excel Mouscron                                             | 0-3 | 1-2 | 0-2 | 2-2 | 1-2 | 1-5 | 0-1 | 0-1 | 1-0     | 2-1 | 1-4 |     | 1-2 | 2-1 | 0-0 | 3-0 |
| Waasland-Beveren                                           | 1-0 | 2-1 | 2-3 | 0-0 | 0-1 | 0-2 | 1-1 | 0-1 | 0-1     | 1-1 | 2-2 | 0-0 |     | 3-1 | 0-0 | 4-2 |
| Saint-Trond VV                                             | 0-1 | 0-0 | 3-1 | 0-3 | 3-0 | 0-2 | 1-2 | 2-2 | 2-2     | 1-0 | 2-1 | 1-0 | 4-1 |     | 2-2 | 2-1 |
| Westerlo                                                   | 1-2 | 2-4 | 0-0 | 0-4 | 0-4 | 1-2 | 4-1 | 0-0 | 2-2     | 1-3 | 1-2 | 1-3 | 1-0 | 1-0 |     | 1-2 |
| KAS Eupen                                                  | 1-4 | 2-2 | 3-2 | 0-1 | 2-1 | 1-3 | 1-0 | 2-2 | 2-2     | 2-2 | 0-2 | 1-4 | 0-2 | 4-2 | 3-3 |     |
| - Victoire à domicile - Match nul - Victoire à l'extérieur |     |     |     |     |     |     |     |     |         |     |     |     |     |     |     |     |

## Play-Offs 1
Ce groupe oppose les six premiers du classement à l'issue du championnat. Chaque club reçoit la moitié de ses points, arrondie à l'unité supérieure. Ensuite, les critères pour départager deux équipes à égalité de points sont : 
- l'arrondi supérieur (une équipe ayant bénéficié du "demi-point" d'arrondi le "perd" en cas d'égalité)
- le classement en phase classique

### Classement
| Rang | Équipe          | Pts | J  | G | N | P | Bp | Bc | Diff |  | Résultats (▼ dom., ► ext.) | AND | BRU | GAN | OST | CHA | ZWA |
| ---- | --------------- | --- | -- | - | - | - | -- | -- | ---- |  | -------------------------- | --- | --- | --- | --- | --- | --- |
| 1    | RSC Anderlecht  | 52* | 10 | 6 | 3 | 1 | 15 | 6  | +9   |  | RSC Anderlecht             |     | 2-0 | 0-0 | 3-2 | 0-1 | 2-0 |
| 2    | FC Bruges T S   | 45* | 10 | 4 | 3 | 3 | 16 | 14 | +2   |  | FC Bruges T S              | 1-1 |     | 2-1 | 3-1 | 2-1 | 5-2 |
| 3    | La Gantoise     | 41  | 10 | 4 | 4 | 2 | 16 | 11 | +5   |  | La Gantoise                | 0-0 | 2-1 |     | 1-1 | 1-1 | 0-1 |
| 4    | KV Ostende      | 37  | 10 | 3 | 3 | 4 | 14 | 17 | -3   |  | KV Ostende                 | 0-1 | 2-1 | 4-3 |     | 1-0 | 1-1 |
| 5    | Charleroi SC    | 35* | 10 | 2 | 4 | 4 | 10 | 13 | -3   |  | Charleroi SC               | 1-3 | 1-3 | 1-1 | 1-1 |     | 2-0 |
| 6    | Zulte Waregem C | 33  | 10 | 1 | 3 | 6 | 12 | 20 | -8   |  | Zulte Waregem C            | 1-2 | 2-2 | 0-2 | 3-1 | 2-2 |     |

* Équipe ayant bénéficié du demi-point d'arrondi supérieur
Légende
- Ligue des champions 2017-2018, phase de groupes
- Ligue des champions 2017-2018, troisième tour de qualification pour non-champions
- Ligue Europa 2017-2018, Phase de groupes
- Ligue Europa 2017-2018, troisième tour de qualification
- Barrage pour la Ligue Europa contre le vainqueur des play-offs 2

Abréviations
T : Tenant du titre

S : Vainqueur de la Supercoupe de Belgique 2016

## Play-offs 2

### Groupe A

#### Classement
| Rang | Équipe            | Pts | J  | G | N | P | Bp | Bc | Diff |  | Résultats (▼ dom., ► ext.) | KVM | STA | STR | WBE | LIE | USG |
| ---- | ----------------- | --- | -- | - | - | - | -- | -- | ---- |  | -------------------------- | --- | --- | --- | --- | --- | --- |
| 1    | Saint-Trond VV    | 22  | 10 | 7 | 1 | 2 | 23 | 7  | +16  |  | KV Malines                 |     | 1-0 | 1-0 | 1-3 | 0-0 | 1-0 |
| 2    | KV Malines        | 16  | 10 | 5 | 2 | 3 | 7  | 16 | -9   |  | Standard de Liège          | 2-0 |     | 2-2 | 0-2 | 2-0 | 3-1 |
| 3    | Waasland-Beveren  | 15  | 10 | 5 | 0 | 5 | 17 | 19 | -2   |  | Saint-Trond VV             | 7-0 | 1-0 |     | 3-0 | 2-1 | 0-1 |
| 4    | Standard de Liège | 14  | 10 | 4 | 2 | 4 | 14 | 11 | +3   |  | Waasland-Beveren           | 1-2 | 1-3 | 0-1 |     | 3-2 | 1-4 |
| 5    | Royale Union SG   | 10  | 10 | 3 | 1 | 6 | 15 | 19 | -4   |  | K Lierse SK                | 0-0 | 1-0 | 1-3 | 2-3 |     | 2-1 |
| 6    | K Lierse SK       | 10  | 10 | 3 | 1 | 6 | 12 | 16 | -4   |  | Royale Union SG            | 3-0 | 2-2 | 1-4 | 1-3 | 1-3 |     |

### Groupe B

#### Classement
| Rang | Équipe      | Pts | J  | G | N | P | Bp | Bc | Diff |  | Résultats (▼ dom., ► ext.) | GEN | KVC | LOK | ASE | REM | ROU |
| ---- | ----------- | --- | -- | - | - | - | -- | -- | ---- |  | -------------------------- | --- | --- | --- | --- | --- | --- |
| 1    | KRC Genk    | 26  | 10 | 8 | 2 | 0 | 26 | 4  | +22  |  | KRC Genk                   |     | 3-0 | 4-0 | 2-1 | 6-0 | 3-1 |
| 2    | KSC Lokeren | 15  | 10 | 3 | 6 | 1 | 21 | 20 | +1   |  | KV Courtrai                | 0-3 |     | 4-4 | 3-3 | 2-1 | 0-3 |
| 3    | KAS Eupen P | 13  | 10 | 3 | 4 | 3 | 20 | 20 | 0    |  | KSC Lokeren                | 1-1 | 0-0 |     | 4-1 | 2-2 | 2-1 |
| 5    | KV Courtrai | 12  | 10 | 3 | 3 | 4 | 15 | 21 | -6   |  | KAS Eupen P                | 1-1 | 3-2 | 3-3 |     | 2-0 | 2-2 |
| 4    | RE Mouscron | 8   | 10 | 2 | 2 | 6 | 11 | 22 | -11  |  | RE Mouscron                | 0-2 | 0-1 | 2-2 | 0-2 |     | 1-0 |
| 6    | KSV Roulers | 7   | 10 | 2 | 1 | 7 | 17 | 22 | -5   |  | KSV Roulers                | 0-1 | 2-3 | 2-3 | 3-2 | 3-5 |     |

### finale play-offs 2
Ces rencontres opposent les deux vainqueurs de groupe. Le club qui a obtenu le plus de points joue à domicile
| 27 mai | KRC Genk | 3 - 0 | Saint-Trond VV |  |  |
|        |          |       |                |  |  |

## Barrage pour la Ligue Europa
Ces rencontres opposent le vainqueur des Play-Offs 2 à l'équipe classée quatrième des Play-Offs 1. L'avantage du terrain est pour l'équipe venant des Play-Offs 1.
| 31 mai | KV Ostende | 3 - 1 | KRC Genk |  |  |
|        |            |       |          |  |  |

## Statistiques

### Meilleurs buteurs
Le classement des meilleurs buteurs comptabilise uniquement les buts inscrits durant la phase classique et les play-offs. Les buts marqués durant les matchs de barrage ne sont pas pris en compte.
Les critères du classement sont, par ordre d'importance : le nombre de buts marqués, le nombre de buts marqués à l'extérieur, le nombre de minutes de jeu, le nombre de passes décisives et enfin le nombre de buts marqués sans compter les pénalties.
| Rang | Nom               | Équipe            | Buts | Minutes jouées |
| ---- | ----------------- | ----------------- | ---- | -------------- |
| 1er  | Łukasz Teodorczyk | RSC Anderlecht    | 22   | 2536           |
| 2e   | Henry Onyekuru    | KAS Eupen         | 22   | 2767           |
| 3e   | Orlando Sá        | Standard de Liège | 17   | 1872           |
| 4e   | Mbaye Leye        | SV Zulte Waregem  | 16   | 2925           |
| 5e   | Idriss Saadi      | KV Courtrai       | 16   | 2567           |

### Meilleurs passeurs
| Rang | Nom               | Équipe           | Passes | Minutes jouées |
| ---- | ----------------- | ---------------- | ------ | -------------- |
| 1er  | Sofiane Hanni     | RSC Anderlecht   | 14     | 2510           |
| 2e   | Siebe Schrijvers  | KRC Genk         | 12     | 2432           |
| 3e   | Stef Peeters      | K Saint-Trond VV | 12     | 2493           |
| 4e   | Youri Tielemans   | RSC Anderlecht   | 12     | 2570           |
| 5e   | Alejandro Pozuelo | KRC Genk         | 11     | 2691           |

## Bilan de la saison
| Championnat de Belgique de football 2016-2017 |                            |
| Champion                                      | RSC Anderlecht (34e titre) |
| Dauphin                                       | Club Bruges KV             |
| Coupes et trophées                            |                            |
| Vainqueur de la Coupe de Belgique 2016-2017   | SV Zulte Waregem           |
| Vainqueur de la Supercoupe de Belgique 2016   | Club Bruges KV             |
| Qualifications continentales                  |                            |
| Ligue des champions de l'UEFA 2017-2018       | RSC Anderlecht             |
| Ligue des champions de l'UEFA 2017-2018       | Club Bruges KV             |
| Ligue Europa 2017-2018                        | SV Zulte Waregem           |
| Ligue Europa 2017-2018                        | La Gantoise                |
| Ligue Europa 2017-2018                        | KV Ostende                 |
| Promotions et relégations                     |                            |
| Promus en Jupiler Pro League (D1A)            | Royal Antwerp FC           |
| Relégués en Proximus League (D1B)             | KVC Westerlo               |